# Friedrich Strack (Literaturwissenschaftler)
Friedrich Strack (* 30. März 1939 in Worms; † 19. Juni 2013) war ein deutscher Literaturwissenschaftler.

## Leben
Nach der Promotion zum Dr. phil. in Heidelberg 1971 und Habilitation 1980 ebenda wurde er dort ab 1991 Professor für Literaturwissenschaft am Institut für Deutsch als Fremdsprachenphilologie.

## Schriften (Auswahl)
- Ästhetik und Freiheit. Hölderlins Idee von Schönheit, Sittlichkeit und Geschichte in der Frühzeit. Tübingen 1976, ISBN 3-484-18040-4.
- Im Schatten der Neugier. Christliche Tradition und kritische Philosophie im Werk Friedrichs von Hardenberg. Tübingen 1982, ISBN 3-484-18070-6.
- (Hrsg.): 200 Jahre Heidelberger Romantik. Berlin 2008, ISBN 3-540-75233-1.
- Über Geist und Buchstabe in den frühen philosophischen Schriften Hölderlins. Heidelberg 2013, ISBN 978-3-934877-97-9.